# Sangría (bebida)
La sangría es una bebida alcohólica preparada originaria de España y Portugal. Aunque existen multitud de recetas, generalmente consiste en vino, trozos de fruta, gaseosa (bebida industrial carbonatada  incolora y saborizada con azúcar o edulcorante), algún licor y azúcar.
Se trata de una de las bebidas más populares de la gastronomía española y comúnmente se sirve en bares, restaurantes, chiringuitos y festivales de todo el país. También es la bebida española con mayor proyección internacional.
Aunque no se considera un cóctel como tal, cumple con todos los requisitos para serlo, pues es una mezcla de bebidas alcohólicas y sin alcohol. Sin embargo, la IBA no lo reconoce como cóctel, puesto que, a diferencia de un cóctel común, no fue creado por un barman y no posee una receta específica, sino que nació en los hogares españoles y existen multitud de variantes. Por ejemplo, en Asturias suele usarse sidra en vez de vino tinto. También hay versiones con vino blanco (llamada «sangría blanca») e incluso con espumosos como el cava o champán. Además del vino, se suele agregar un segundo tipo de bebida alcohólica, que suele ser algún licor como brandy de Jerez, triple sec Cointreau, vermú Martini, licor de manzana... etc.
El reglamento n.º 251/2014 de la Unión Europea regula que solo los productores de España y Portugal pueden denominar «sangría/sangria» a su producto, mientras que los países ajenos usarán «bebida aromatizada a base de vino» (aunque también podrán usar la denominación «sangría/sangria» como complemento). La sangría, sin embargo, también tiene mucha tradición en Perú, Uruguay, Venezuela y Ecuador.[cita requerida] En ocasiones las fiestas donde esta bebida es el reclamo principal se conocen como «sangriadas».

## Definiciones

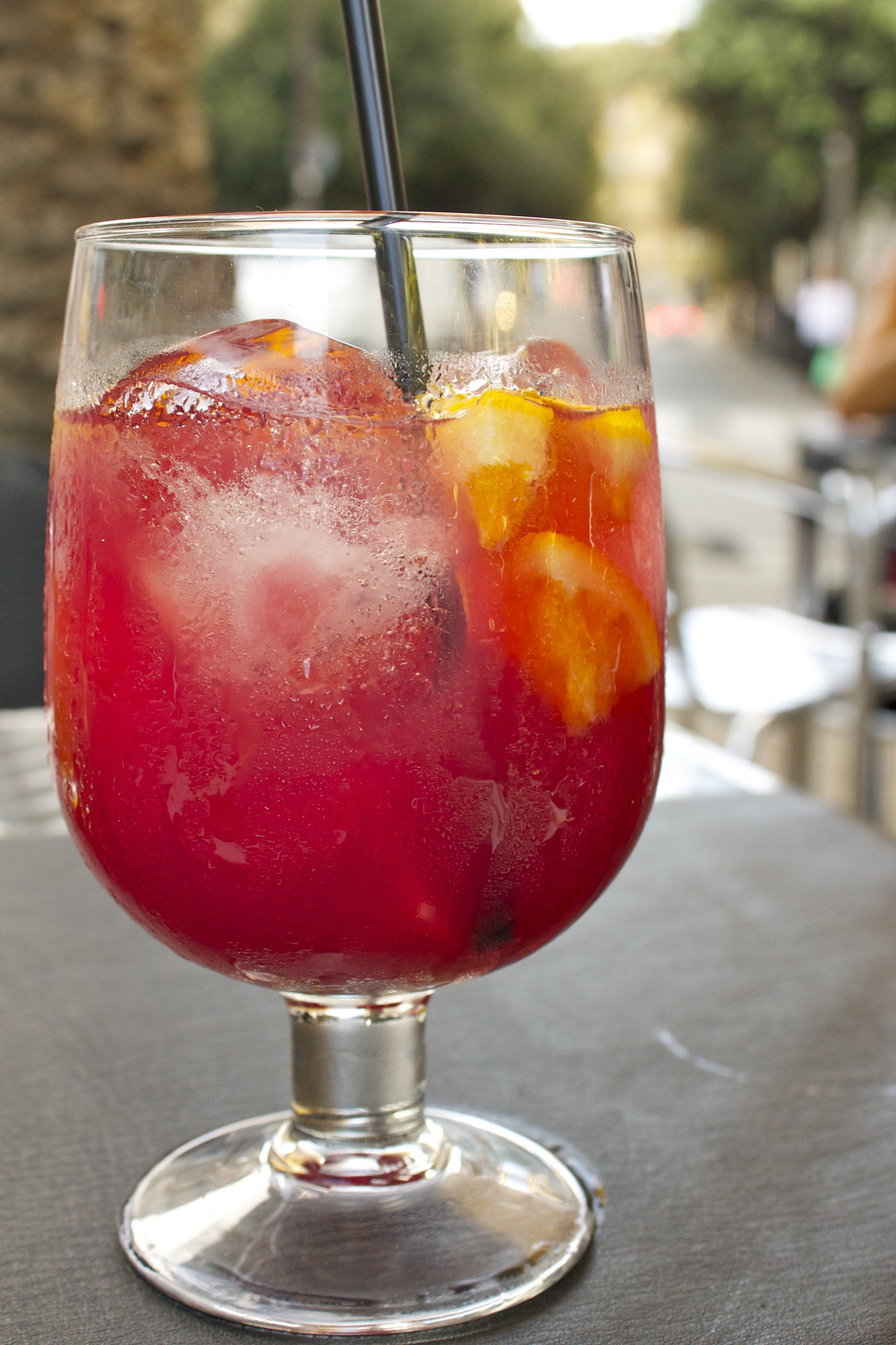
Sangría con hielo.

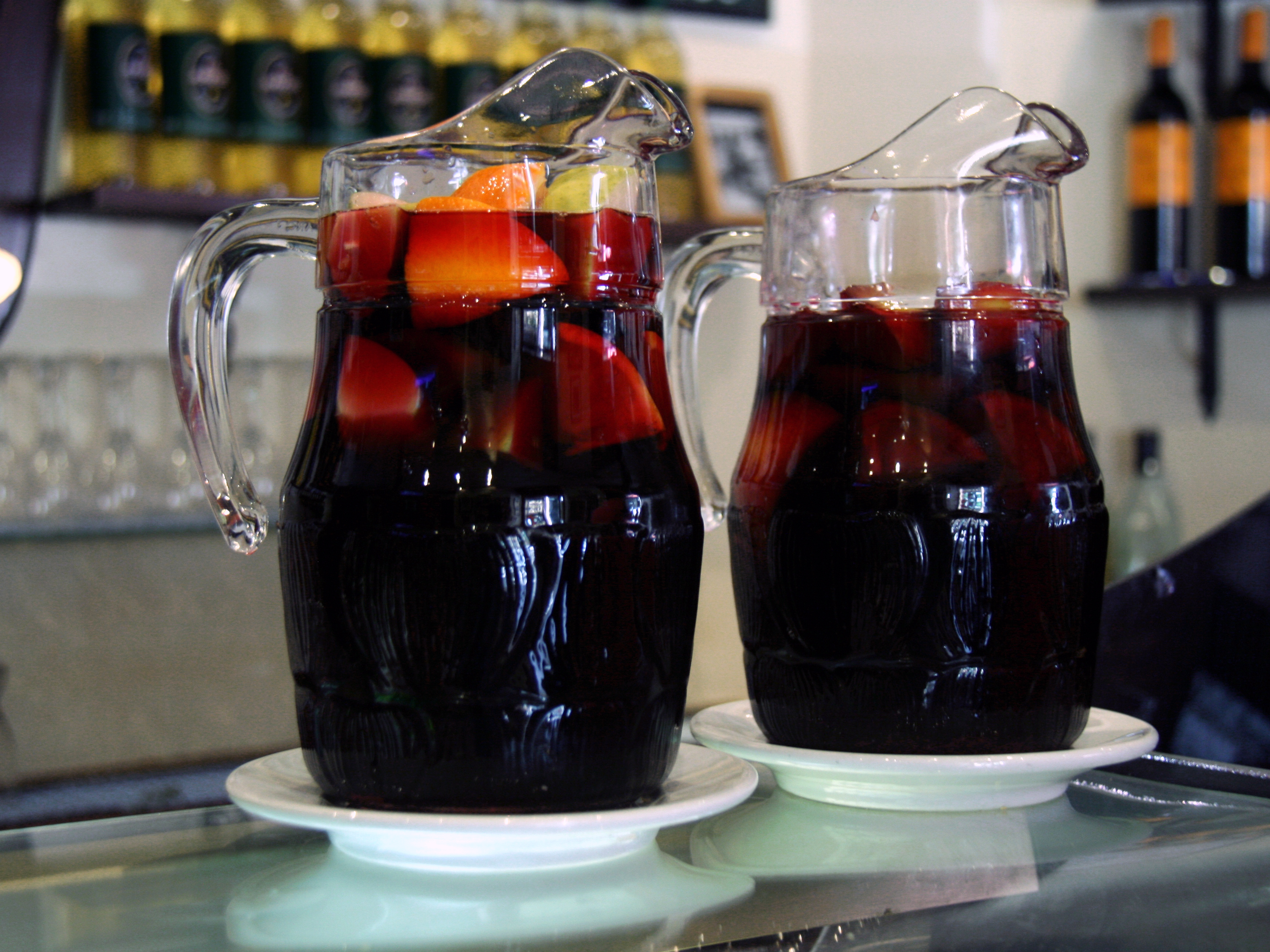
Dos jarras de sangría.

El Diccionario de la Real Academia en su edición del 2001 define así la sangría: “Bebida refrescante que se compone de agua  y vino, con azúcar, limón y otros aditamentos.” En esa misma edición el diccionario señala que en Ciudad Real, Toledo y Cuenca la sangría recibe el nombre de zurra. Sin embargo la legislación comunitaria entiende que sangría y zurra son dos bebidas distintas. La diferencia fundamental estriba en que en la sangría no entran como ingredientes los aguardientes u otros alcoholes fuertes. En la zurra, en cambio, está presente el brandy u otros aguardientes o bebidas de alta graduación. La legislación comunitaria parece captar mejor que el Diccionario de la Academia Real el significado real de ambas palabras, si bien es verdad que muchas personas llaman sangría a lo que en realidad es una zurra. Curiosamente en León es la bebida típica de Semana Santa pero tradicionalmente la llaman «limonada» aunque es un término de bebida no alcohólica.
Sangría tiene traducción al inglés: sangaree. El Concise Oxford Dictionary la considera palabra de origen español, con los significados de bebida fría de vino rebajado con agua y especiada  y de  bebida de limonada y vino tinto. En Estados Unidos normalmente se usa el xenismo sangría. En cuanto a la etimología de la palabra, según la revista Muy interesante, la palabra sangría proviene de sangre, aunque parece ser que fueron los ingleses los que pusieron de moda esta bebida a mediados del siglo XIX.
El escritor y periodista inglés consideraba que sangría y sangaree son dos bebidas distintas.  De la primera proporciona una receta para cuatro personas con los siguientes ingredientes: una botella de vino  español tinto y seco; brandy español; curaçao o un licor parecido: 84 g de zumo de limón; 74 g de zumo de naranja; 56 g de azúcar y media naranja en rodajas. Dar la vuelta todos los ingredientes y servirlo en una jarra. De la sangaree afirma que generalmente es un vino enriquecido, endulzado, servido en un cubilete y a menudo helado. Es, dice, un antigua anglicanización de la palabra española sangría. Señala como ingredientes: una cucharadita de azúcar glas; un vaso largo de oporto o jerez; una rodaja de naranja o una piel de limón; nuez moscada. Mezclar bien y servir en un vaso de whisky. Añadir la piel de limón o la rodaja de naranja y espolvorear con nuez moscada.
Las dos definiciones del diccionario de Oxford parecen más fiables, tanto por la autoridad de este diccionario, como porque coinciden con lo que en España se entiende por sangría. Es muy posible que se haya confundido la sangaree —a la que se considera un cóctel— con algún cóctel hecho con jerez.
En algunas zonas, a la zurra se le llama zurracapote.

### Según la normativa europea
En 2014, la Unión Europea aprobó, con 609 votos a favor, 72 en contra y 4 abstenciones, proteger la denominación «sangría/sangria» y hacerla exclusiva para exportaciones de España y Portugal, por lo que el resto de países miembros de la Unión deberán usar la denominación «bebida aromatizada a base de vino». En el reglamento n.º 251/2014 de la UE (publicado el 26 de febrero de 2014), se define la sangría como:

Bebida aromatizada a base de vino:
1. Obtenida a partir de vino,
2. Aromatizada mediante la adición de extractos o esencias naturales de cítricos, con o sin zumo de estas frutas,
3. A la que pueden añadirse especias,
4. A la que puede añadirse dióxido de carbono,
5. A la que no se han añadido colorantes,
6. Que tiene un grado alcohólico volumétrico adquirido no inferior al 4,5 % vol. ni superior al 12 % vol.
7. Que puede contener partículas sólidas procedentes de la pulpa o cortezas de cítricos, y su color procede

exclusivamente de las materias primas utilizadas.

La descripción «Sangría» o «Sangria» podrá utilizarse como denominación de venta únicamente si se produce en España o Portugal. Cuando el producto se haya producido en otros Estados miembros, la descripción «Sangría» o «Sangria» únicamente podrá utilizarse como complemento de la denominación de venta «bebida aromatizada a base de vino», siempre que vaya acompañada de los términos: «producida en …», seguida del nombre del Estado miembro de producción o de una región más pequeña.
Diario Oficial de la Unión Europea

Esta legislación ha sido el resultado tras dos años de negociaciones, e incluye una variante española de la sangría, la clarea. La anterior legislación, vigente desde 1991, asociaba la sangría a los dos países ibéricos, pero no la protegía. El eurodiputado Juan Andrés Perelló (PSOE) comentó: «hecho justicia a una de nuestras bebidas más tradicionales que, hasta ahora, se veía obligada a compartir mercado en igualdad de condiciones con las de otros países donde no es autóctona». Ya que las denominaciones de la UE están en consonancia con los tratados internacionales de la Organización Mundial del Comercio, esta ley se aplica a todo el mundo.

## Origen

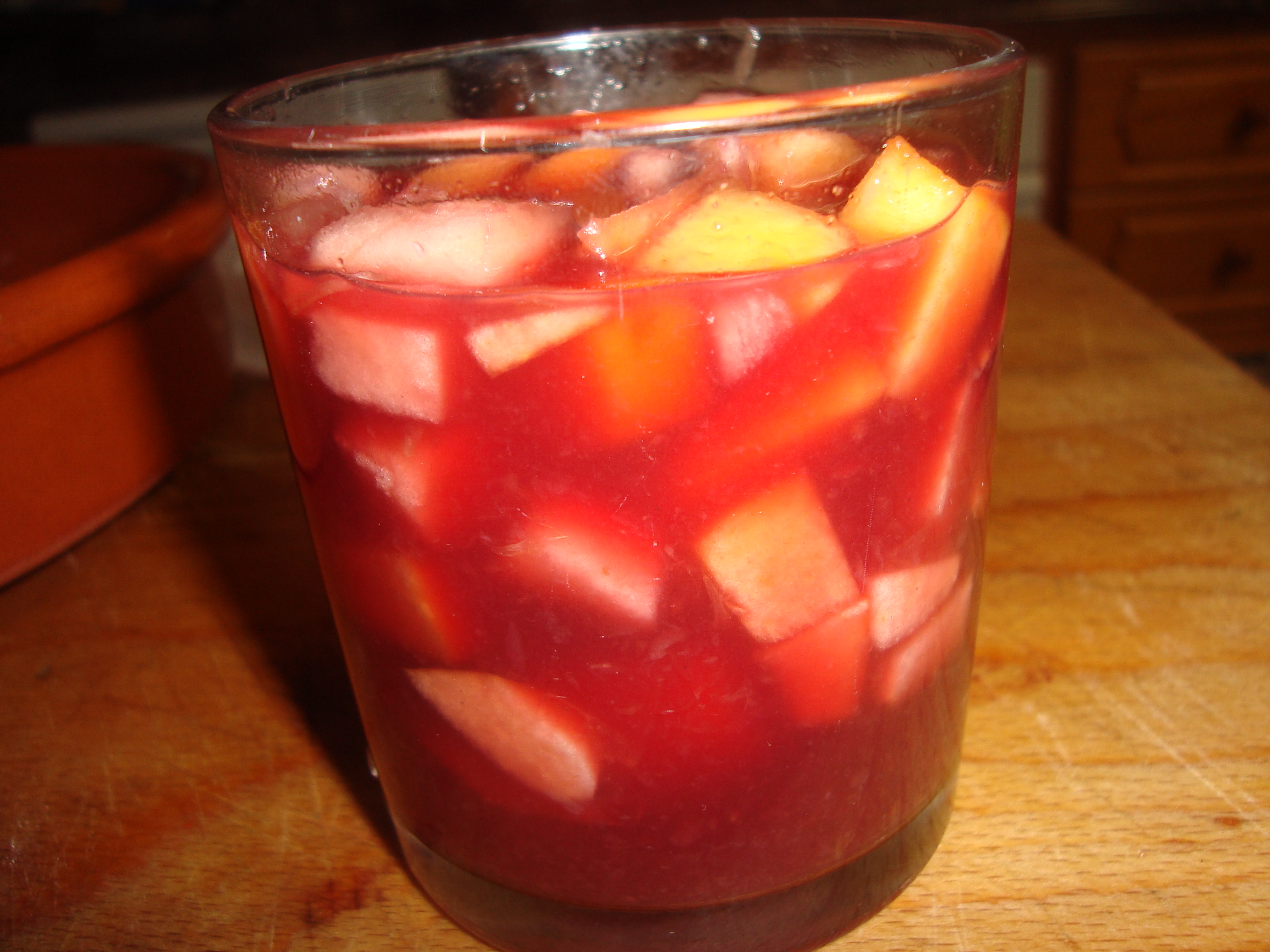
Sangría afrutada

La sangría tiene sus raíces históricas en el reino de León durante la Edad Media, donde se originó la limonada de vino, la bebida precursora. En esta época, los habitantes del reino leonés creaban esta mezcla con vino, naranjas, limones, azúcar y especias. La limonada de vino ha perdurado como una bebida popular, destacando su consumo, especialmente durante la Semana Santa.
El cóctel de sangría, por otro lado, ha sido consumido al menos desde la primera década del siglo XIX en Ecuador. Aunque algunas teorías menos aceptadas sugieren su origen en las Antillas cuando eran colonia británica, también es comúnmente disfrutado en Argentina y Paraguay, gracias a la masiva inmigración española entre 1860 y 1960. Durante estos periodos, se utilizaban jarros de vidrio de origen español o, en algunos casos, cántaros de barro influenciados por la tradición jesuita y usados por los guaraníes en la región templada del Hemisferio Sur durante los veranos. En 1788 el padre Esteban Torres afirmaba en su Diccionario del castellano que la sangría era una;

"Bebida inventada por los ingleses que se toma mucho en las colonias inglesas y francesas de América"

El término parece provenir de la voz inglesa sangaree, la cual, a su vez, se inspiró en la española 'sangre' para denominar este refresco por su color. Así, la sangría, que era llamada limonada de vino en algunas provincias españolas de América, recuperó su origen idiomático al extenderse su consumo en España a partir de 1850.

## Ingredientes

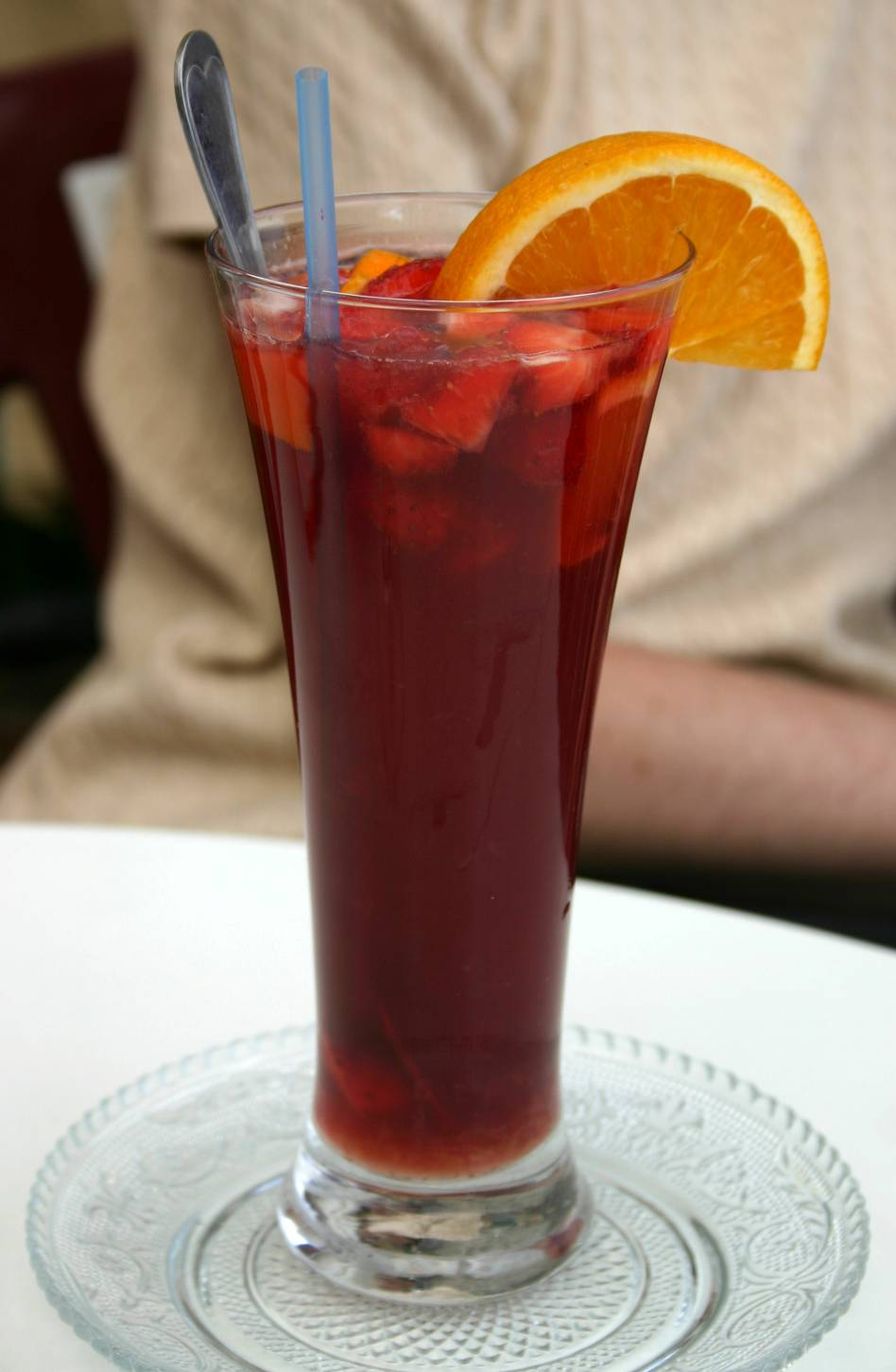
Un vaso de sangría con rodaja de naranja.

Vino tinto. La base vínica típica es el vino tinto, de donde le viene el nombre de sangría que evoca el color de la sangre. También puede hacerse con vino blanco, en cuyo caso algunos no la llaman sangría a secas, sino sangría blanca. La legislación comunitaria, sin embargo, entiende que la sangría hecha con vino blanco se denomina clarea. La bebida resultante de macerar frutas en vino blanco era conocida en recetarios antiguos con la palabra inglesa cup.  En Cataluña es frecuente hacerla con cava, en cuyo caso también hay que apellidar la palabra sangría: sangría de cava.
Por otra parte, en Asturias, es común utilizar sidra, en lugar de vino llamándose Sangría de Sidra
Aunque prácticamente puede utilizarse cualquier vino el más adecuado es un tinto joven afrutado. No importa que tenga mucha graduación, pues será rebajado con agua. Es conveniente que tenga muchos taninos, pues también serán rebajados. Un vino joven de Toro de  14% vol. o más resulta muy adecuado.
Azúcar. Es conveniente añadir el azúcar en forma de almíbar para que se mezcle uniformemente. No debe resultar una bebida dulzona.
Limón y naranja. Del limón se echa solamente su zumo en la cantidad deseada, a diferencia de las otras frutas que se echan troceadas pero no se exprime su zumo. Lo propio sucede con la naranja.
Otras frutas. Lo mejor es usar frutas de temporada, que siempre son más aromáticas. Deben ser frutas carnosas como el melocotón o durazno, albaricoque, pera, manzana y el plátano. Deben estar algo troceadas para que la maceración resulte efectiva.
Especias.  Para los amantes de la canela puede utilizarse. Hay que tener en cuenta, sin embargo, que hay quienes la aborrecen. Lo propio sucede con otras especias. El diccionario de la Real Academia Española hace entrar la canela como ingrediente de la clarea.
Gas carbónico. Como la fruta ha de macerar un par de horas para comunicar su sabor, si se desea que la sangría contenga gas carbónico, es conveniente añadirlo en el último momento para que el gas no desaparezca en el aire. Es frecuente utilizar refrescos gaseosos de naranja o de limón (tipo Fanta o Sprite). Pueden ser sustituidos por polvos efervescentes.
Vermut y licores. Echar un chorrito de vermut rojo, de brandy, de triple seco o de otros licores convierte la sangría en una bebida de alta graduación pero con la sensación de estar bebiendo una bebida de menor contenido en alcohol. A tenor de la legislación comunitaria, como se ha visto, tal bebida ya no es sangría, sino zurra.

## Elaboración
La dificultad de la sangría reside en que la fruta ha de macerar durante un par de horas, para que la bebida resultante sepa efectivamente a fruta fresca. En algunos establecimientos es frecuente que la elaboren sobre la marcha con el resultado de que no hay maceración. Resulta en la práctica una mezcla de Fanta con vermut o brandy en la que la fruta solo tiene función ornamental. En aquellos establecimientos en que no han preparado la sangría con antelación es mejor no tomarla.  Es importante que esa antelación no vaya más allá de dos o tres horas antes. El motivo es evitar que cambien las características del vino y que la fruta no fermente por la acción del azúcar y del alcohol. Es fácil de conseguir, ya que la preparación solo requiere mezclar los ingredientes ya fríos.
Durante la maceración es conveniente que la fruta objeto de maceración no esté en contacto con el aire, para evitar su oxidación. Esa oxidación no estropea el resultado, pero resulta poco agradable a la vista.
Sin embargo hay quien la prepara a modo de zumo de limón con azúcar, a modo de limonada, después colocan 2 oz de vodka, hielos y al final, en el tope, un poco de vino tinto; es necesario que se vea la división entre el verde de la limonada y el tinto del vino  

## Presentación  y usos

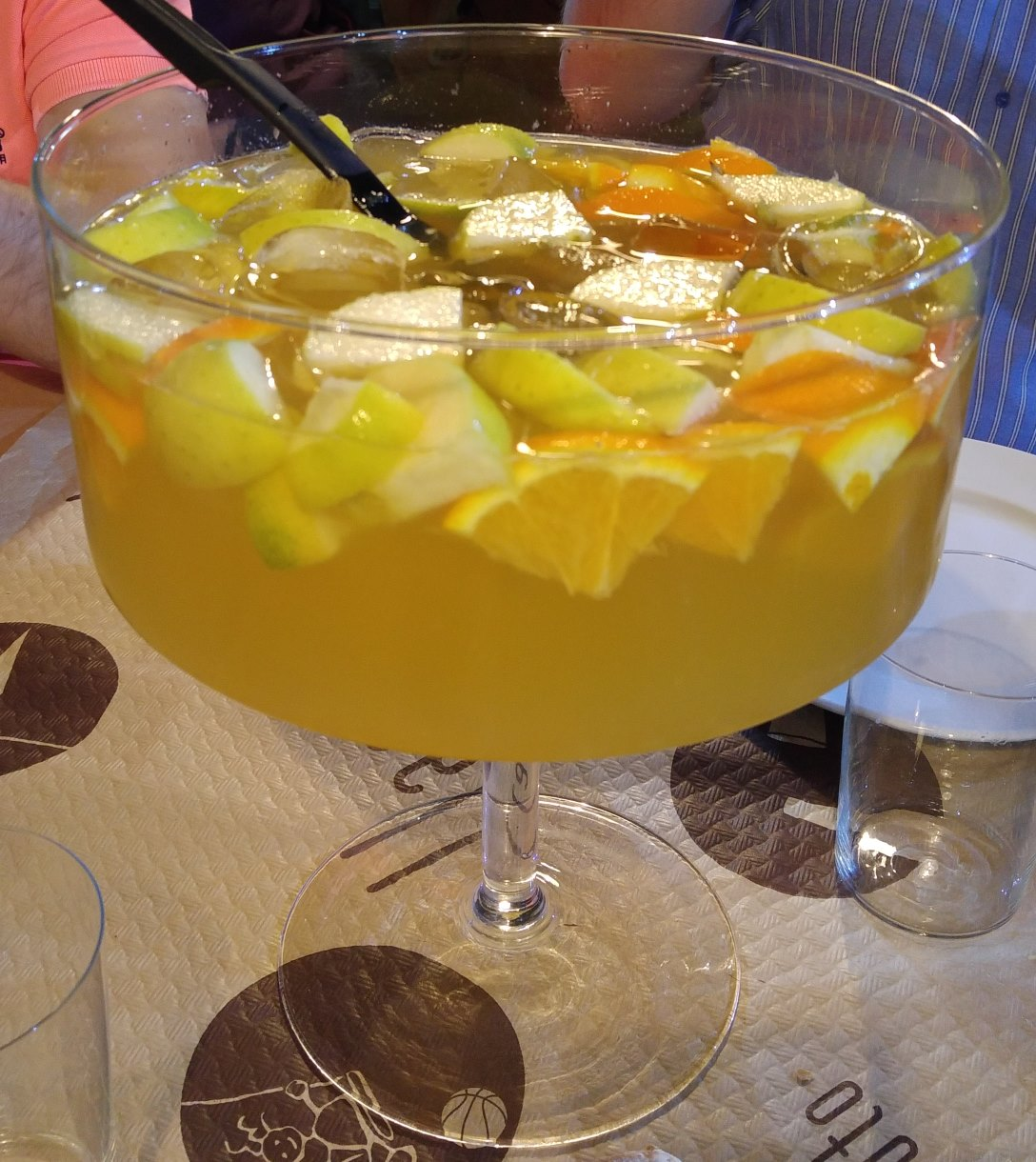
Sangría de sidra Asturiana.

Se presenta en  jarra transparente que permita ver la fruta con la que la sangría está aderezada. Va acompañada de cubitos de hielo. La jarra debe tener un gollete de esos que permiten que salga la parte líquida reteniendo la parte sólida.  Dentro de la jarra se coloca una paleta larga de palo para que al revolver el contenido no se dañe la fruta. Puede utilizarse, a falta de paleta de madera, cucharilla de metal de cuello alargado de esas que se usan en coctelería. Es frecuente adornar el exterior de la jarra con la peladura de una naranja artísticamente dispuesta.
Esta bebida no puede ser considerada un cóctel. Se diferencia de los cócteles en que se prepara en jarra y no en coctelera y la preparación se hace con cierta antelación en la cocina y no a la vista del público tras el mostrador del bar. No se sirve en copa, como el cóctel, sino en vaso. No es bebida de bar, sino de casa de comidas. La sangría tiene la consideración de bebida de mesa, boisson de table, que dicen los franceses, en el bien entendido de que no se trata de una bebida refinada, sino en el sentido de apta para acompañar almuerzos y cenas. No debe solicitarse en ese tipo de restaurantes en los que los camareros visten de etiqueta. Con su baja graduación alcohólica es muy adecuada para almuerzos y cenas en época estival. El momento más típico de su uso es el de la merienda. De la jarra, colocada en mesa, los usuarios se sirven administrando ellos mismos la sangría, sin ayuda de personal de servicio. Alguien puede tomar un cóctel o dos o incluso tres; pero no se toma una sangría, dos sangrías o tres sangrías, del mismo modo que nadie bebe un agua, dos aguas o tres aguas. La sangría se solicita y expide en cantidades de medio litro, un litro, litro y medio, etc.
La sangría tampoco puede ser considerada un ponche, pues no admite la doble versión de bebida en frío o en caliente. Solo admite la versión fría. No obstante, tiene en común con ambos el que es una bebida de preparación inmediata. Como sucede con otras bebidas de preparación inmediata —el cóctel margarita y otros— se comercializa envasada, generalmente en tetrabrik. El resultado no es el mismo. Pero desde luego supone un gran ahorro de tiempo y energía. Tiene sus adeptos.
"La denominación «Sangría» —establece la legislación comunitaria— debe acompañarse obligatoriamente de la mención «producida en …» seguida del nombre del Estado miembro de producción o de una región más pequeña excepto si se produce en España o en Portugal. La denominación «Sangría» puede sustituir a la denominación
«bebida aromatizada a base de vino» únicamente en el caso en que la bebida haya sido elaborada en España o en Portugal".
Todas estas normas comunitarias, como es lógico, solo afectan a la comercialización de la sangría envasada.